# ニュータウン鉄道
ニュータウン鉄道（ニュータウンてつどう）とは運輸省（現国土交通省）と日本鉄道建設公団（現鉄道建設・運輸施設整備支援機構）が1973年（昭和48年）から始めたニュータウン鉄道等整備事業費補助（2008年（平成20年）4月1日以降は「空港アクセス鉄道等整備事業費補助」）により、主としてニュータウンの居住者の利用のために建設された鉄軌道。ニュータウンの範囲から出た場合は1駅目まで補助が下りる。
補助制度が最初に導入されたのは多摩ニュータウンへの鉄道整備で、1971年（昭和46年）4月から順次延伸開業した京王相模原線の京王多摩川駅以西が対象（第2期延伸で京王よみうりランド駅から京王多摩センター駅に到達したのは1974年（昭和49年）10月）だが、ニュータウン内への到達は同じくこの制度により建設された小田急多摩線の新百合ヶ丘駅 - 小田急永山駅間が4か月先に実現した。

## ニュータウン鉄道等整備事業費補助制度

### 制度成立の背景
通常、鉄道路線の新規開通とその沿線の都市開発は鉄道事業者（及びその系列の不動産会社）が抱き合わせでワンセットとして行い、鉄道路線の建設費を住宅販売等の利益で回収するというのが常套手段である。しかし、新住宅市街地開発法によるニュータウン建設の場合、都市基盤や住宅等の開発に民間企業が参入することが原則禁じられている。そのため、ニュータウンに路線を引く鉄道事業者は、建設費は負担するも運賃収入のみでは利益が薄く、初期投資に対する建設費償還が困難という問題に直面し経営が行き詰まることから、ニュータウンへの鉄道建設に対し経済的支援を要請した。これがニュータウン鉄道等整備事業費補助である。
現在の空港アクセス鉄道等整備事業費補助、その前身のニュータウン鉄道等整備事業費補助事業は、ニュータウン鉄道に加え、空港アクセス鉄道を対象としているため「等」の表現がなされている。